# Giacomo Ulivi
(Giacomo Ulivi, Lettera agli amici)
Giacomo Ulivi (Parma, 29 ottobre 1925 – Modena, 10 novembre 1944) è stato un partigiano italiano.

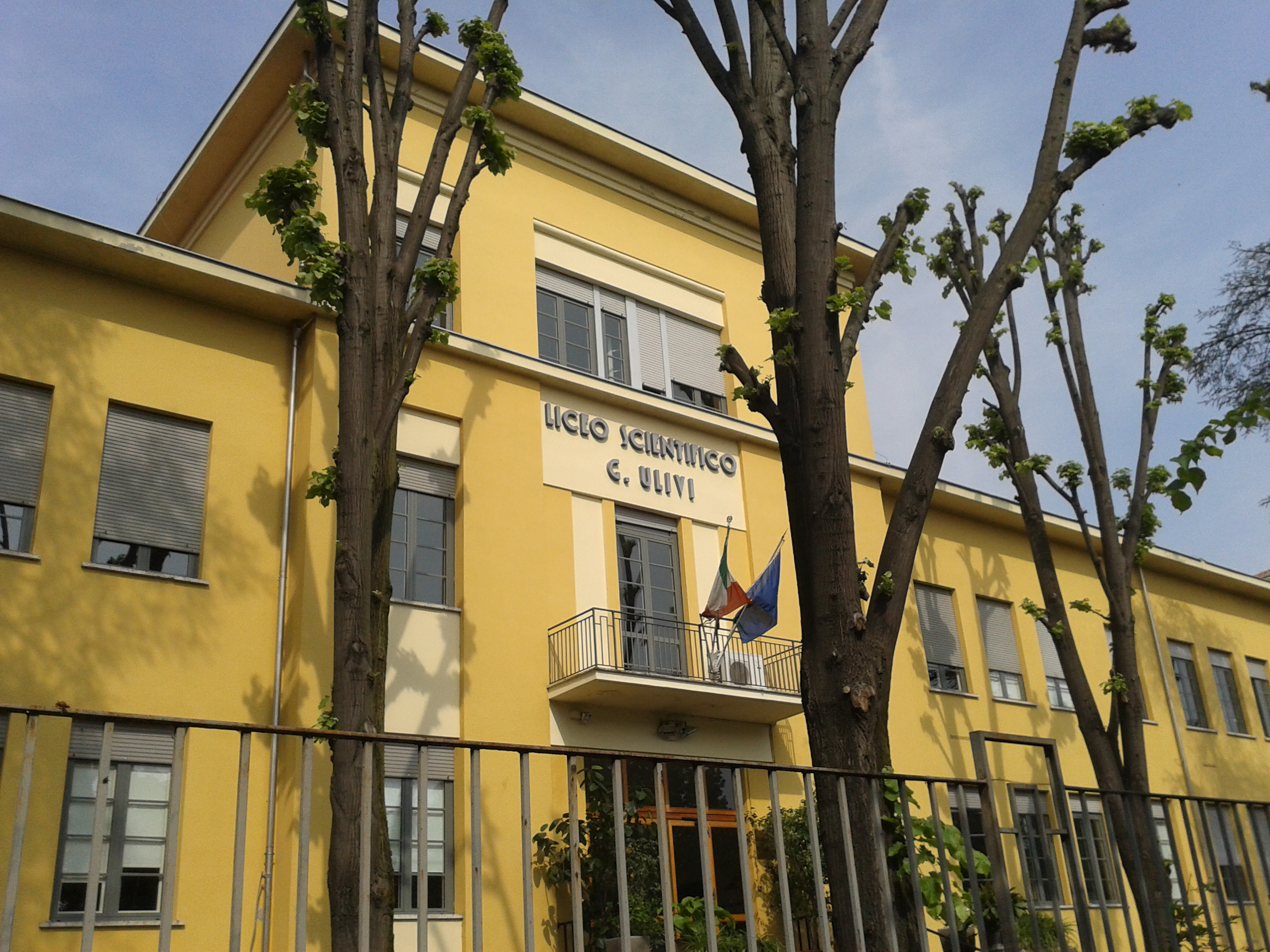
Facciata del Liceo scientifico Giacomo Ulivi di Parma

Studente di legge all'Università di Parma, decorato della Medaglia d'argento al valor militare alla memoria.

## Biografia
Nacque a Baccanelli di San Pancrazio Parmense, attuale frazione di Parma, dal discusso inventore Giulio Ulivi e da Maria Luisa Fornari. Trasferitosi con la famiglia a Roma l'anno successivo alla nascita, dal 1930 al 1932 visse a Bruxelles in seguito al trasferimento del padre, su invito del governo belga.
Rientrato a Parma insieme alla madre, compì gli studi elementari e ginnasiali, che allora duravano cinque anni, e si iscrisse giovanissimo al liceo classico Maria Luigia, dove ebbe tra i suoi insegnanti Attilio Bertolucci, don Giuseppe Cavalli e Vincenzo Pernigotti, che, divenuto negli anni settanta preside di un liceo scientifico appena istituito in città, ne promosse l'intitolazione al suo antico studente.
Terminò gli studi liceali nel 1942, con un anno di anticipo. Nell'autunno dello stesso anno si iscrisse alla facoltà di medicina dell'Università di Parma ma, dopo alcune settimane, chiese e ottenne il passaggio a giurisprudenza. In questo periodo Ulivi maturò le proprie convinzioni antifasciste. Dopo l'8 settembre 1943 aderì attivamente alla Resistenza italiana, svolgendo funzioni di collegamento tra i CLN di Parma e di Carrara e tra i partigiani con gli ufficiali inglesi oltre alla diffusione della stampa clandestina.
L'11 marzo 1944 fu arrestato a Parma una prima volta, ma fuggì in modo rocambolesco e venne ospitato dall'amico Alessandro Rinaldi, che lo nascose anche in un cassone per la crusca; tre giorni dopo un altro amico lo portò a Modena con un'automobile a carbonella. Aderì al Partito d'Azione e continuò la sua attività per il CLN di Modena. Qui venne nuovamente arrestato ma riuscì nuovamente ad evadere. Il 30 ottobre fu catturato per la terza volta dalle Brigate Nere in Via Farini a Modena, mentre usciva dalla sede del Comando provinciale della RSI dopo aver ricevuto dal maresciallo Alessandro Bassi dei documenti falsi. Arrestato e tradotto nel carcere dell'Accademia Militare fu interrogato e torturato ma non rivelò nulla. Inizialmente amnistiato, fu infine fucilato, per rappresaglia all'occupazione di Soliera da parte dei partigiani, in piazza Grande, a fianco del Duomo di Modena, il 10 novembre da un plotone della Guardia Nazionale Repubblicana insieme ai partigiani Alfonso Piazza ed Emilio Po.
Gli fu conferita la Medaglia d'argento al valor militare.

## Riconoscimenti e dediche
A Parma è intitolato a Giacomo Ulivi uno dei quattro Licei Scientifici Statali.

Sul palazzo vescovile di Modena, all'angolo di piazza Grande con calle dei Campionesi, il 10 novembre del 1948 è stata apposta una lapide sulla quale è scritto: